# Embrujada (película de 1976)
 Embrujada es una película de Argentina filmada en Eastmancolor dirigida por Armando Bó según su propio guion que fue producida en 1969 y se estrenó el 18 de noviembre de 1976. Tuvo como actores principales a Isabel Sarli, Daniel de Alvarado, Miguel Ángel Olmos y Luis Alberto del Paraná.
La película fue filmada parcialmente en Misiones e incluye fragmentos de India  (1959) del mismo Bó.

## Sinopsis
El matrimonio formado por un poderoso maderero y una india, un visitante y el fantasma de un mito popular: el Pombero.

## Reparto
- Isabel Sarli
- Daniel de Alvarado
- Miguel Ángel Olmos
- Luis Alberto del Paraná
- Adolpho Chadler
- Sonia Brasil
- Josefina Daniele
- Gilberto Sierra
- Armando Bó
- Cayetano Promencio

## Comentarios
Daniel López en La Opinión escribió:

”El aspecto formal parece mucho más cuidado. La secuencia final, con el rostro y los grazos de Isabel ensangrentados, y toda ella presa de la locura, mientras la banda sonora deja oír el llanto del bebé aunque magnífica en sí misma, tiene reminiscencias del film de Román Polanski El bebé de Rosemary. .”

Manrupe y Portela escriben:

”…aborda el tema de lo sobrenatural y lo paisajístico, con criterio de espectáculo. Además de Isabel, merece verse el Pombero, en una caracterización alucinante.”